# Palazzo Jägerhof
Il palazzo Jägerhof (Schloss Jägerhof), un tempo chiamato anche die Vénerie (in francese “caccia”), si trova in Jacobistraße 2 a Düsseldorf, vicino al centro della città. Fu costruito tra il 1752 e il 1763 per ordine del principe elettore Carlo Teodoro. A quel tempo, il castello si trovava ancora fuori dalle porte della città.

## Storia
Il progetto iniziale del Palazzo Jägerhof fu redatto dall'architetto di corte Johann Joseph Couven nel 1749. Tra il 1749 e il 1763, i progetti originali furono in parte modificati e semplificati dal direttore generale dei lavori, il francese Nicolas de Pigage, sovrintendente ai giardini e alle fontane, per creare un edificio in stile rococò. Circondato da notevoli giardini, l'edificio, concepito come palazzo di piacere, fu costruito per conto dell'Elettore Carlo Teodoro di Baviera e per l'uso del primo maestro di caccia.
Sotto la direzione di Johann Ludwig von Goltstein, governatore e presidente della Corte d'Appello Superiore del Ducato di Juliers-Berg, tra il 1769 e il 1771 la parte antica del giardino di corte e la strada delle briglie furono trasformate in un parco pubblico. Nel 1770 furono aggiunti alla proprietà la Hofgärtnerhaus (residenza ufficiale del giardiniere di corte) e un ristorante.
Rovinato dalle truppe rivoluzionarie francesi nel 1795, il parco fu sgomberato per ricavare il legname dagli alberi abbattuti, mentre lo Jägerhof fu trasformato in un ospedale per uso francese. Rimase in uno stato deplorevole fino alla visita dell'imperatore Napoleone I, che soggiornò con l'imperatrice Maria Luisa nel palazzo, appena restaurato in loro onore, durante il loro soggiorno di quattro giorni in città nel 1811.
Nel 1815, in seguito al Congresso di Vienna, lo Jägerhof, situato in territorio renano, passò in mano prussiana e nel 1821 divenne la residenza del principe Federico di Prussia, appena nominato comandante di divisione a Düsseldorf. Egli fece aggiungere due ali all'edificio originale, come progettato da Johann Joseph Couven, sotto la direzione di Anton Schnitzler. Il principe Federico e la moglie Guglielmina-Luisa di Anhalt-Bernburg svolsero un importante ruolo di mecenati e incoraggiarono la vita culturale di Düsseldorf. Durante la Rivoluzione del 1848, Federico di Prussia fu richiamato a Berlino e dovette lasciare Düsseldorf con la sua famiglia.
Nel 1852, il principe Carlo Antonio di Hohenzollern-Sigmaringen, a cui erano stati affidati nuovi comandi militari nelle province renane, e la moglie Giuseppina di Baden si stabilirono con i loro sei figli allo Jägerhof. Il principe Carlo Antonio e la sua famiglia vi abitarono fino alla fine del 1871.
Nel 1909, lo Stato vendette lo Jägerhof e i suoi giardini alla città di Düsseldorf, che fece demolire le due ali che invadevano la Jacobistraße. Nel 1943, lo Jägerhof fu gravemente danneggiato da un bombardamento aereo e fu restaurato solo nel 1950 da Helmut Hentrich. Qui si tennero alcuni ricevimenti della nuova Repubblica Federale Tedesca.
Lo Jägerhof divenne la sede del Museo della città di Düsseldorf e successivamente della Collezione d'arte della Renania-Westfalia.
Dal 1987, il castello è un museo dedicato a Goethe e ospita la Fondazione Ernst Schneider.